# بروفاتون (إفروس)
بروفاتون (Προβατών) هي مدينة في إفروس في مقاطعة فوريا إلادا في اليونان.